# Гулиев, Вагит Габибулла оглы
Вагит Габибулла оглы Гулиев (азерб. Vahid Həbibulla oğlu Quliyev) — азербайджанский военный деятель, Национальный герой Азербайджана (1994).

## Биография
Вагит Гулиев родился в селе Кумлак Джебраильского района 20 сентября 1955 года. В 1972 году окончил среднюю школу села Гаджалликенд Зангеланского района. В 1974 году поступил на военную службу. Служил на территории Узбекистана и России. После службы вернулся в Азербайджан и поступил на физический факультет Азербайджанского государственного университета, окончив который в 1981 году был направлен в село Фараджан Лачинского района. После трёх лет работы в селе вернулся в Баку.
В 1992 году добровольно отправился на фронт. Отличился в битве за Агдам. По его же собственным словам, звание Национального героя ему было присвоено за уничтожение более 10 единиц бронетехники.
В 1996 году преподавал на военной кафедре БГУ, а с августа 2000 по октябрь 2002 был старшим преподавателем в Азербайджанском высшем военном училище. Демобилизован из армии в 2002 году.
Указом президента Азербайджанской Республики № 218 от 9 октября 1994 года Гулиеву Вагиту Габибулла оглы было присвоено звание Национального героя Азербайджана.
Женат.